# Hautecombe apátság

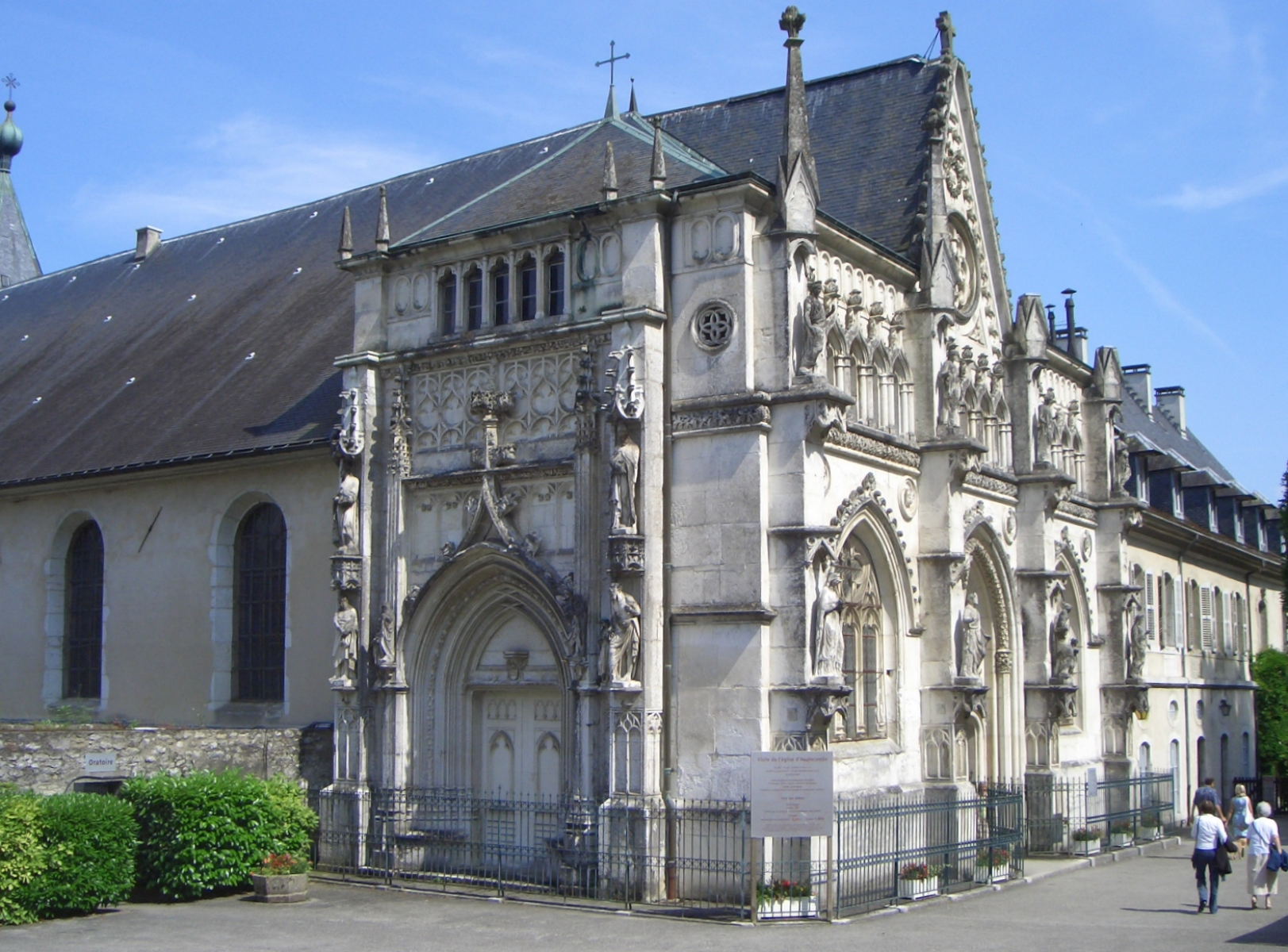
Az Hautecombe apátság főhomlokzata.

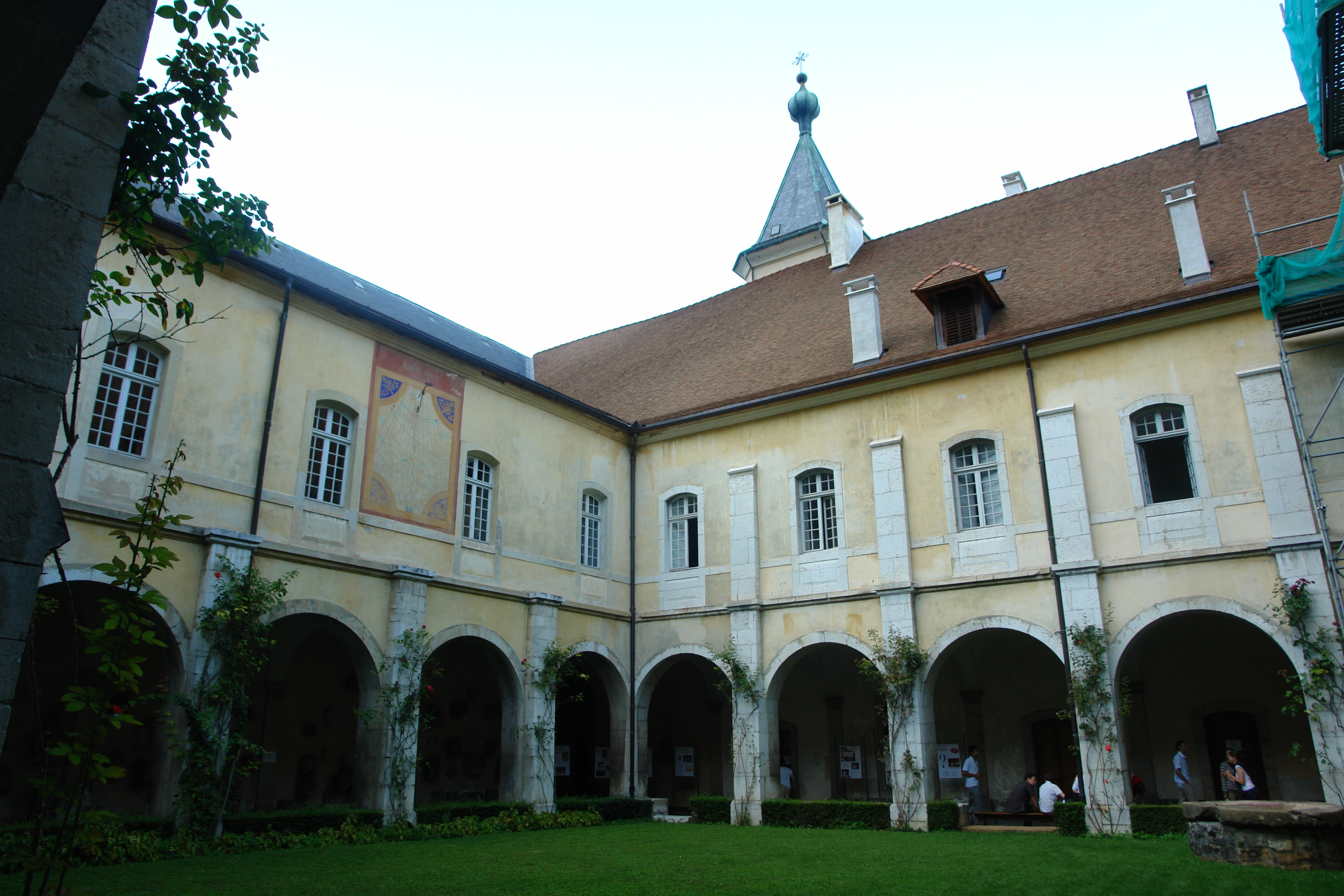
A kolostor kerengője.

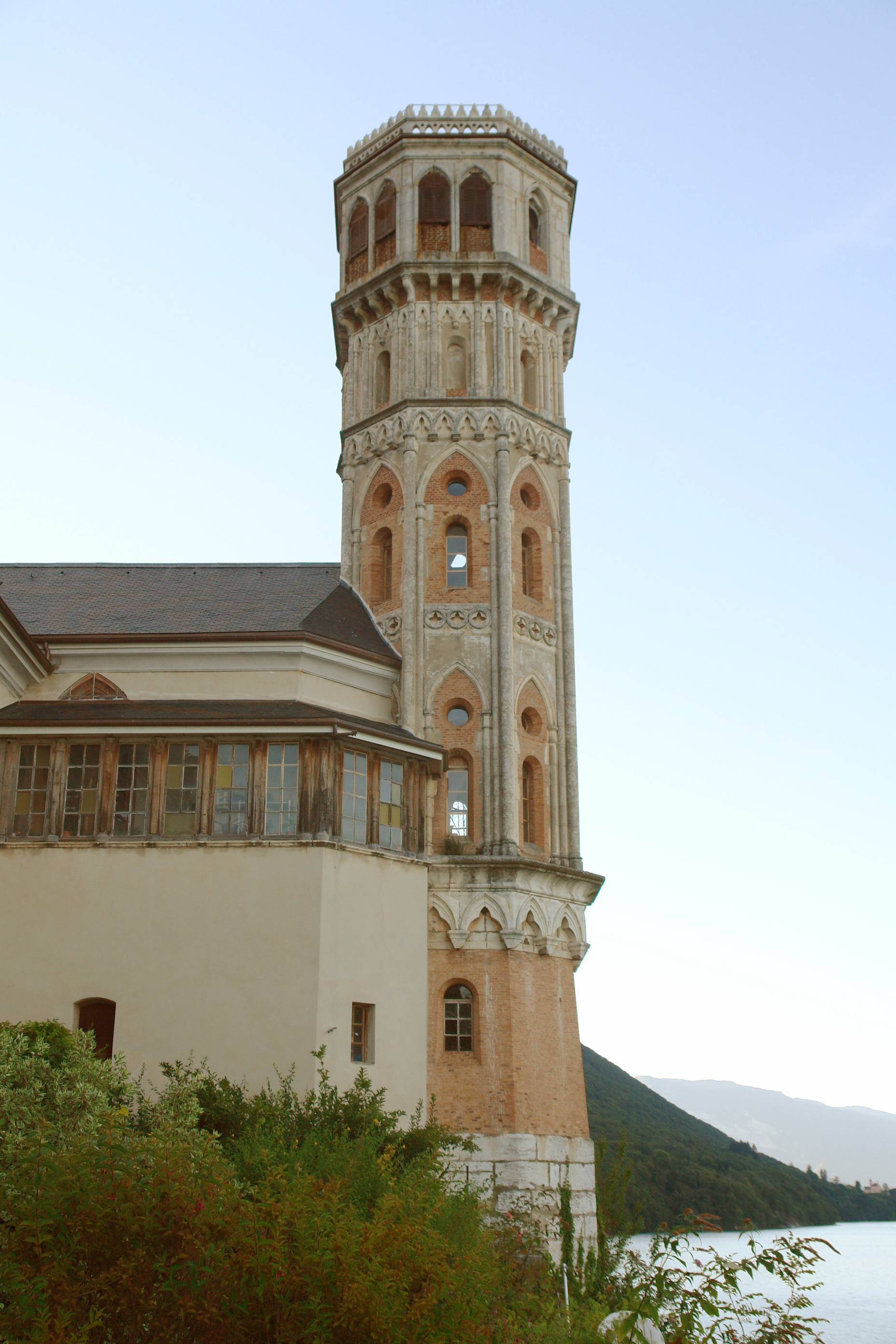
A tóra néző régi világítótorony

Az Hautecombe Királyi Apátság (franciául: Abbaye royale d’Hautecombe) középkori eredetű katolikus kolostor és apátsági épületegyüttes Kelet-Franciaországban, a Bourget-tó partján, az egykori Savoyai Hercegség területén, a mai Savoie megyében, Saint-Pierre-de-Curtille község mellett, festői természeti környezetben. 1125-ben alapította III. Amadé savoyai gróf. A 12. században a Cisztercita rend építette ki, majd a Benedek-rendiek foglalták el. A 17. századig, a Szárd–Piemonti Királyság megalakulásáig a Savoyai-ház tagjainak temetkezései helyéül szolgált. A francia forradalom során részben lerombolták, az 1830-as években Károly Félix szárd–piemonti király újjáépíttette. Ide temetkezett az utolsó, számkivetésben elhunyt olasz király és királyné is. Ma a Savoyai királyi ház kegyhelye, működő templom és múzeum, a Chemin Neuf francia alapítású katolikus közösség gondjaira bízva. Népszerű turista-célpont.

## Története

### Középkor
Az Hautecombe (ejtsd [ót'komb]) apátság eredete a 11. század elejére nyúlik vissza. 1100 körül a Bourget-tó mellett, egy szűk völgyben (combe) egy keresztény remete-közösség szerveződött, amelynek tagjai a Genfi-tó melletti Aulps községből jöttek ide. 1125-ben III. Amadé, Savoya és Maurienne VII. grófja (1095–1148) engedélyezte, hogy átköltözzenek a Bourget-tó északnyugati partjára, a Macskahegy (Mont du Chat) tövébe. Itt, egy meredek hegyfalnak támaszkodó földnyelven, amit ősi savoyai nyelven Altacomba vagy Alta Cumba, latinul Altæcombæum néven említettek, született a remetekolostor, a gróf által adományozott földterületen. Az alapítólevél III. Amadé grófot nevezi meg alapítóként. Sokáig út sem vezetett ide, hajón lehetett megközelíteni a tavon keresztül. Nem esett messze Chambérytől, a Savoyai grófság székvárosától, a Savoyai-család ősi fészkétől.
1135-ben a kolostor a cisztercita rendhez csatlakozott, a clairvaux-i főapátság primátusa alá tartozott. Első apátja Amadée de Haute-Rive volt, aki később Lausanne püspöke lett. Már a 12. században innen, az Hautecombe kolostorból alapították meg a fossanovai cisztercita kolostort az itáliai Terracina egyházmegyeében (Latiumban), 1214-ben a San Angelo de Petra kolostort Konstantinápoly mellett, és valószínűleg itteni szerzetesek alapították a Zaraka kolostort is, a görögországi Peloponnészosz félszigeten. Úgy tartják (bár nincs bebizonyítva), hogy a 13. században két leendő pápa (IV. Celesztin és III. Miklós) is hautecombe-i szerzetesként kezdte egyházi pályáját.
1148-ban az alapító III. Amadé gróf meghalt a második keresztes hadjárat során. Ő volt az első, akit az apátságban temettek el, utódai követték példáját. A 12–15. századig a kolostor temploma a Savoyai-ház nekropoliszaként szolgált. Az család számos tagját, Genf grófjait, Savoya grófjait, 1416-tól Savoya és Piemont hercegeit, hercegnőit, valamint ezek házastársait temették el itt. Itt helyezték végső nyugalomra a 12. század végén III. (Boldog) Humbert savoyai grófot és feleségét, Anne-t.
Egy évszázaddal később Savoyai Bonifácot, Canterbury érsekét (1245–1270), I. Tamás savoyai gróf fiát temették a templom szentélyébe. Az érsek a keresztes hadjáratra igyekvő I. Eduárd angol király kíséretében érkezett Angliából, de a savoyai Sainte-Helène kastélyban meghalt. 1440-ben az apátság kommendatúra rangra emelkedett.
Antoine de Savoie apátot, I. Károly Emánuel savoyai herceg egyik fiát 1673-ban temették ide. 1718-ban II. Viktor Amadé savoyai herceg megkapta Szardínia királyi trónját, megalakította a Szárd–Piemonti Királyságot, ettől kezdve a szárd–piemonti királyok már a torinói Superga bazilikában temetkeztek.

### A francia forradalom
1792-ben a francia forradalmi csapatok bevonultak Savoyába. 1793. április 10-én a kolostort felszámolták, a még ott maradt szerzeteseket elkergették, a templomot kifosztották, kincseit „a nép tulajdonába vették” és elárverezték. A grófi és hercegi sírokat a „szokásos módon” kiürítették, a síremlékeket megrongálták. Az apátság épületeit, rossz állapotuk miatt eladhatatlannak minősítették, majd 1796. augusztus 12-én az eladást intéző tisztviselők saját maguk olcsón megvásárolták. Az új tulajdonosok porcelángyárat rendeztek be a templomban, a kemencét a kupola alá építették. A porcelángyár 1804-ig üzemelt, ezután a templomot elhagyták, az épületek rombadőltek. Ez a helyzet a napóleoni háborúk végéig fennmaradt.

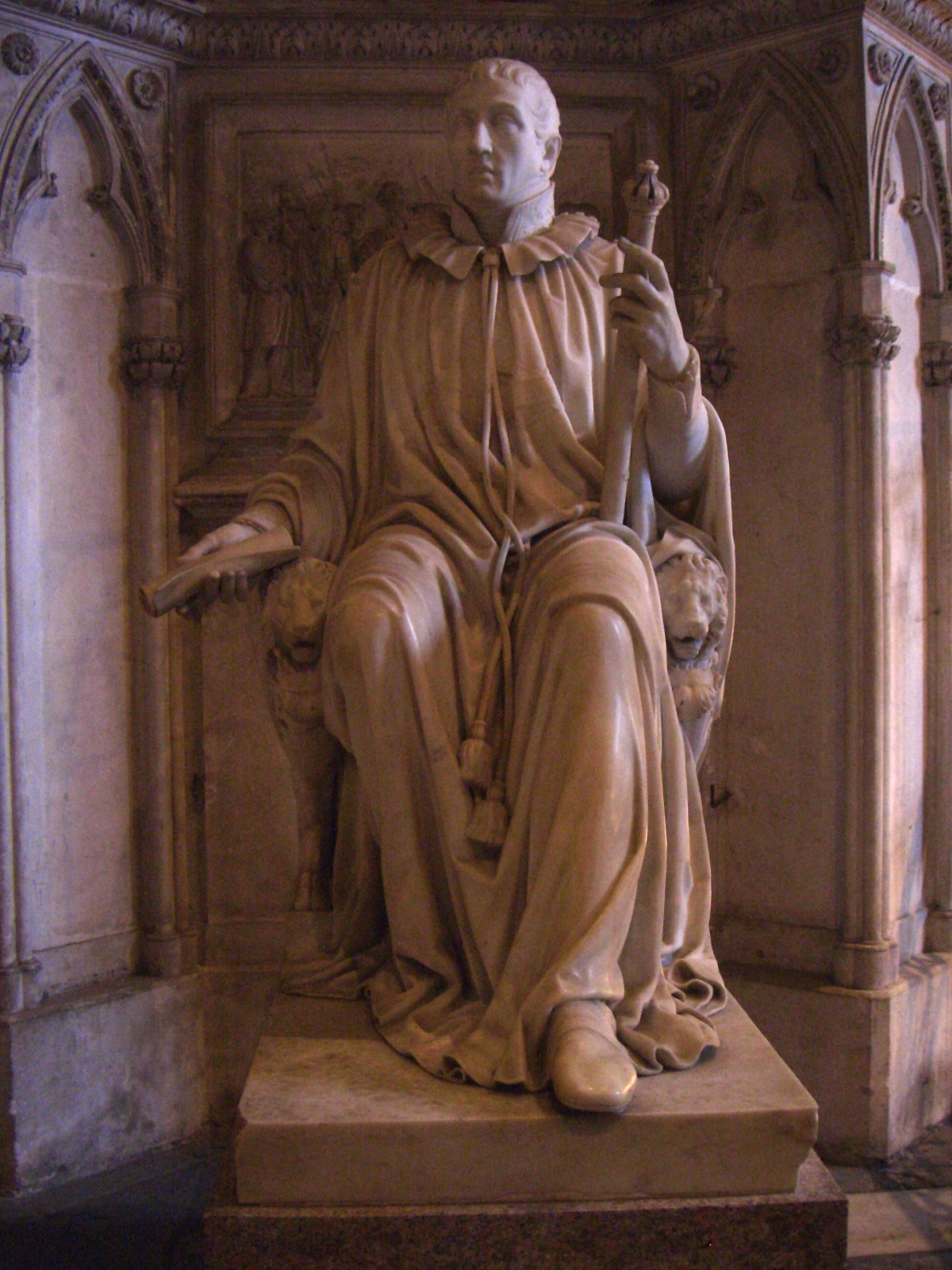
Károly Félix király szobra az Hautecombe apátságban.

### Újjászületés a restauráció után
1814-ben a franciák kivonultak, a bécsi kongresszus Savoyát és Piemontot visszaadta a Szárd–Piemonti Királyságnak. Az 1821-ben trónra lépett Károly Félix király (1765–1831), aki feleségével, Mária Krisztina királynéval (1779–1849) együtt szívesebben időzött a konzervatív Savoyában, mint a liberalizmusra hajló Piemontban, 1824. július 29-én meglátogatta a hírneves apátság romjait. Augusztus 28-án megvásárolta a romos épületegyüttest a hozzá tartozó földbirtokkal együtt. Megbízta Ernesto Melano piemonti műépítészt, hogy az apátság épületeit eredeti formájukban építse újjá. A vásárlást és újjáépítést a király saját vagyonából finanszírozta. Károly Félix méltó mauzóleumot kívánt létesíteni ősei emlékére.
A régi grófi és hercegi síremlékeket kijavították és cenotáfiumként helyreállították. Savoya hercegeinek fellelhető földi maradványait kiemelték a közös sírgödörből, ahová a forradalmárok szórták őket, és a főoltár mellett, a Hercegek Kápolnájában (Chapelle des Princes) közös sírba helyezték őket. A templom belsejében mintegy 300 szobor, síremlék és freskó található, legtöbbjük az elpusztult középkori eredeti művek másolata.
Melano a hajdani középkori templom főhomlokzatát az akkoriban közkedvelt neogótikus „trubadúr”-stílusban építette újjá. A főhajó 65,5 méter hosszú, amelyet egy 25 méter kereszthajó oszt ketté. A mértéktelenül túldíszített főhomlokzat és a buja indákat mintázó belső boltívek elfedték a templom eredeti, román kori képét, viszont jól jellemzik a 19. század első felének építészeti ízlését (akárcsak a közelben található, látványos függőhíd, amely az Usses szakadéka felett ível át, a mai Haute-Savoie megyében, Cruseilles és Allonzier-la-Caille között. Ez ugyanebben az időben, 1839-ben épült, és Károly Félix utódjáról, Károly Albert királyról nevezték el). Károly Félix király a templom mellé új épületszárnyat is emeltetett, amelyet királyi lakosztálynak szánt. Savoyai tartózkodása idején gyakran lakott itt.
Az új apátságot, amelyet 1826. augusztus 7-én szenteltek fel, Károly Félix király rendelete visszajuttatta a cisztercita rendnek. 1831-ben, 334 évvel az utolsó savoyai gróf után az Hautecombe-i apátság ismét uralkodói temetés színhelye lett. Kívánsága szerint itt kapott végső nyughelyet Károly Félix király. Halála után özvegye, Mária Krisztina királyné folytatta a kolostor újjáépítését. Az özvegy királyné 1849-ben itáliai száműzetésben hunyt el, de őt is idehozták, férje mellé.
1860-ban Savoyát a Francia Császársághoz csatolták, az olasz cisztercita szerzetesek elhagyták az apátságot, helyüket a sénanque-i apátság francia szerzetesei foglalták el, akik 1884-ig maradtak itt.

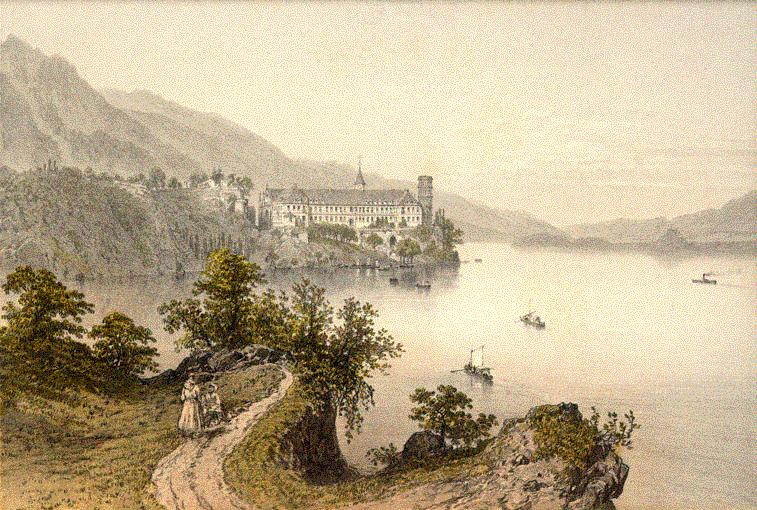
Az apátság egy 1864-es rajzon.

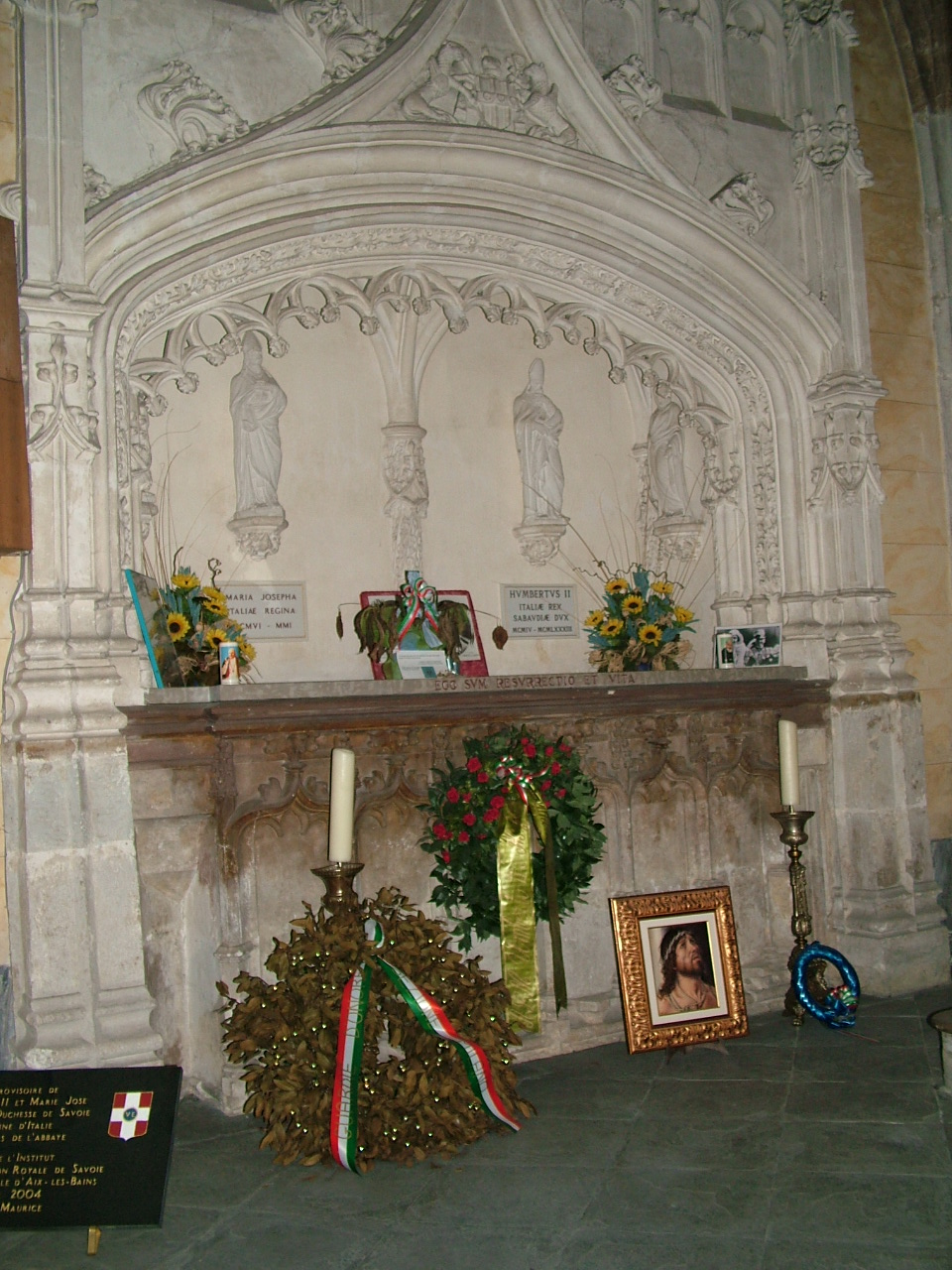
II. Umbertó olasz király és feleségének síremléke

### A 20. század
1922-ben az apátságot átadták a marseille-i Szent Magdaléna (Sainte-Madeleine) apátság Saint-Pierre de Solesmes kongregációjának, így 800 évvel alapítása után a kolostor ismét visszakerült a bencés rendhez. A második világháború után fellendült a idegenforgalom. Az 1990-es évekre a kolostoregyüttes már évi 800 000 turistát fogadott, ami lehetetlenné tette a szerzetesek spirituális életének gyakorlását.
1992-ben a bencés szerzetesek elhagyták Hautecombe-ot, és átköltöztek Provence-ba, az ősi Ganagobie apátságba (Alpes-de-Haute-Provence megye). Chambéry püspöke és a kolostor bencés apátja ekkor a „Chemin Neuf közösség” (Communauté du Chemin-Neuf) nevű római katolikus karizmatikus mozgalmat kérte fel, hogy vegye át az intézményt és működtesse tovább a emlékhely-múzeumot. Ma e spirituális közösség tagjai gondoskodnak – a francia állam támogatásával – a műemléktemplom fenntartásáról, a turisták fogadásáról is.
1983-ban az Hautecombe apátság Estavayer kápolnájában kapott végső nyughelyet a genfi száműzetésben elhunyt utolsó olasz király, a Savoyai-házból való II. Umbertó (1904–1983). Özvegyét, Marie-José belga királyi hercegnőt (1906–2001) is ide helyezték 2001-ben.

### Napjainkban
Az Hautecombe apátság Savoya egyik legismertebb emlékhelye és turistalátványossága. Évente 300 000 látogató keresi fel. Jól kiépített aszfaltút kapcsolja a szomszédos településhez, Saint-Pierre-de-Curtille-hez. A tó túlsó partjáról, Aix-les-Bains-ből rendszeres hajójárattal is megközelíthető. A mai hajókikötő mellett áll az apátság középkori raktárépülete (grange). Itt rakodtak ki az apátságot ellátó hajók és csónakok, a közút megépülte előtti időkben.
Az olasz királypártiak szervezetének (Istituto Nazionale per la Guardia d'Onore alle Reali Tombe del Pantheon) tagjai minden év márciusában itt emlékeznek meg az utolsó olasz királyi párról, II. Umbertóról és Marie-José királynéról. Az ünnepségen a szervezet savoyai és olasz tagjai egyenruhás díszőrséget állnak a királysírok előtt. Az eseményen megjelennek a Savoyai uralkodóház ma élő tagjai is. Az esemény során megemlékeznek a dinasztia többi elhunyt tagjáról, köztük az apátságot újjáépítő Károly Félix királyról is. Ekkor tartják a savoyai Szent Móric és Szent Lázár lovagrend új tagjainak felavatását.